# SIL International
SIL Global (dawniej SIL International) – chrześcijańska naukowa organizacja non-profit, której głównym celem jest studiowanie i dokumentowanie mniej znanych języków w celu poszerzania wiedzy lingwistycznej, promocji piśmiennictwa i pomocy w rozwijaniu rzadkich języków.
Pierwotna nazwa organizacji to Summer Institute of Linguistics (z ang. „Letni Instytut Lingwistyczny”). Jej początki tkwią w niewielkich letnich kursach dla misjonarzy na temat podstaw lingwistyki, antropologii i tłumaczenia, prowadzonych w 1934 r. w Arkansas. Jej założycielem był William Cameron Townsend (1896–1982), misjonarz działający w Gwatemali.
SIL oznacza języki trzyliterowymi kodami (SIL code). Wydanie 14. publikacji Ethnologue z 2000 roku zawierało 7148 kodów, które zwykle nie były tożsame z kodami ISO 639-2 oraz składały się z wielkich liter. Wydanie 15. z 2005 roku zawierało 7299 kodów języków, w większości zgodnych z ISO 639-3 i składających się z małych liter. W okresie przejściowym, ze starych kodów SIL do nowych, łatwo można odróżnić stare od nowych po wielkości liter. W 2009 ukazało się wydanie 16. zgodne z ISO 639-3.
Organizacja znacząco przyczyniła się do poszerzenia zasobów wiedzy nt. słabo udokumentowanych języków o zasięgu miejscowym (w szczególności języków niewielkich społeczności i języków zagrożonych wymarciem), zwłaszcza w tych zakątkach świata, gdzie języki lokalne nie mają silnego wsparcia instytucjonalnego.